# Conquestes musulmanes al subcontinent indi
Les conquestes musulmanes al subcontinent indi van tenir lloc principalment del segle xii al XVI, tot i que ja s'havien fet campanyes invasions al Pakistan modern i campanyes omeies a l'Índia, durant l'època dels regnes Rajput al segle VIII. Quan els musulmans van arribar al sud-oest de l'Àsia central, la seva religió oferia els avantatges de ser fàcil d'entendre i seguir, era oberta a totes les classes socials i permetia trencar les barreres entre clans i tribus.

## Segles VIII a X

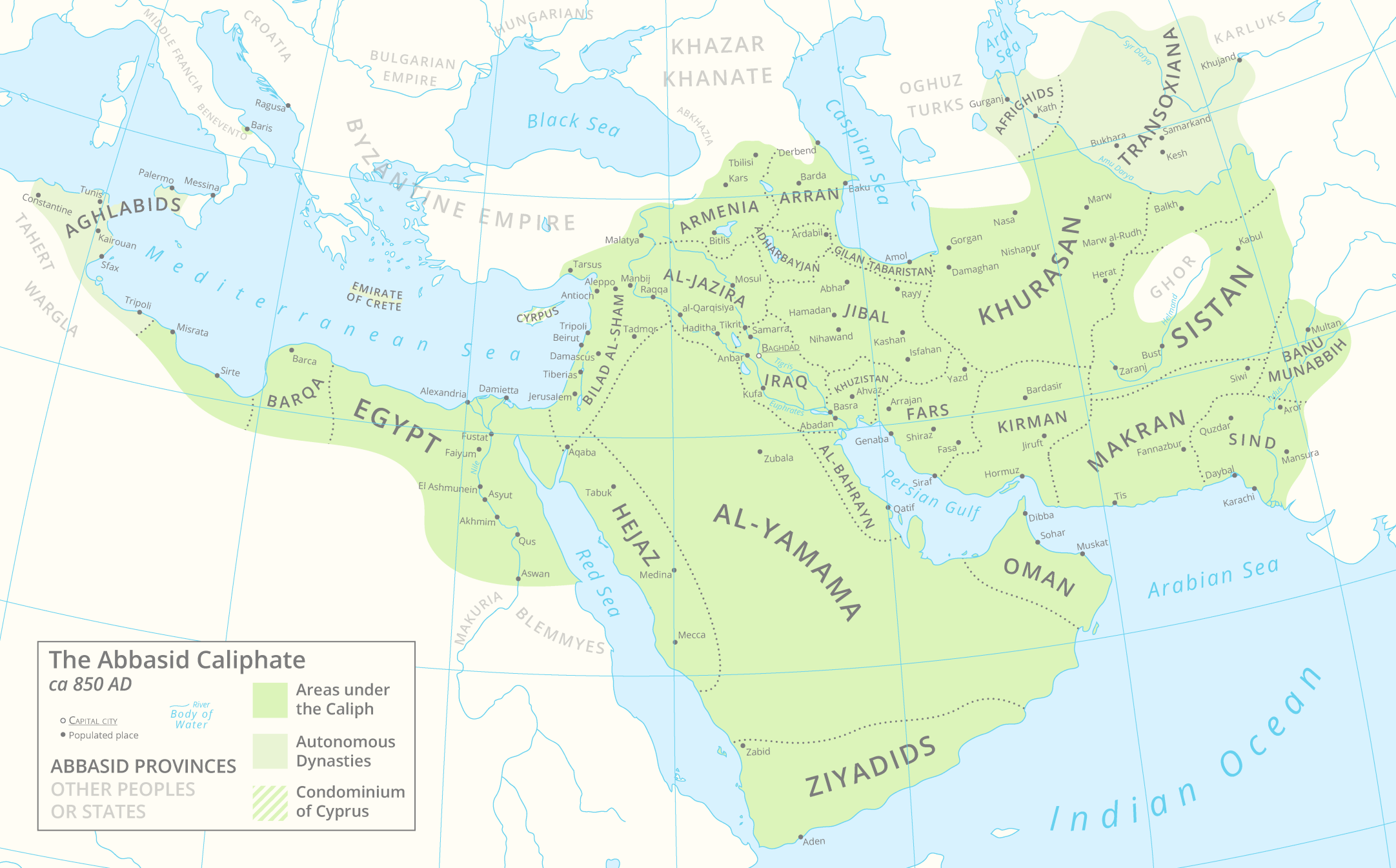
El Califat Abbàssida cap el 850

Les primeres incursions de l'islam al sud d'Àsia apareixen el primer segle després de la mort del profeta Mahoma. Uthman ibn Abi al-As, governador de Bahrain i Oman, va enviar el 636 o 643 dC vaixells per atacar Thane, prop de l'actual Mumbai, mentre el seu germà Hakam navegava cap a Broach i una tercera flota navegava cap a Debal sota el seu germà petit Mughira. Aquestes expedicions van ser enviades per atacar nius de pirates, per salvaguardar el comerç àrab al mar d'Aràbia i no per iniciar la conquesta de l'Índia sense el consentiment del califa Umar.
Amb el pretext d’actes de pirateria i maltractaments freqüentment infligits als comerciants i navegants àrabs, el califa omeia de Damasc, Al-Walid I, va enviar una expedició de dotze mil genets i camellers a Balutxistan i Sind l'any 711, liderada per Muhàmmad ibn al-Qàssim (el nom del qual va ser donat al segon port de Karachi), que van derrotar l'exèrcit de Raja Dahir, de 50.000 efectius. La râja és assassinada, els soldats decapitats i la regió lliurada a l'espoli. El 738 els àrabs van fundar una nova capital a Mansura. Després d'un període de conversions forçades, als hindús i budistes se'ls atorga l'estatus de dhimmis (protegits) que els permet la llibertat de culte subjecta a "jizya" (o capitació). El 737 els àrabs van fundar una nova capital a Mansura i durant els segles IX i X es van alliberar de l'autoritat del califat.
Els safàrides reclamaven la successió dels tahírides del Khorasan a Transoxiana, i el 898 la pressió safàrida sobre el califa abbàssida va fer que aquest dictés un decret pel qual Ismaïl ibn Àhmad era destituït del govern de Transoxiana i li era concedit a Amr ibn al-Layth que governava Khurasan, però Ismaïl s'hi rebel·là fins que el 900 Amr fou derrotat i fet presoner a la batalla de Balkh. Encara que nominalment Ismaïl era un rebel, el califa va estar de fet satisfet de desfer-se d'Amr. Des del 900 els samànides van governar a Khurasan i Transoxiana. El 965, els ismaelites es van apoderar de Multan i van dominar el Sind, fomentant el comerç amb l'Orient Mitjà.

## Segle XI
Amb el desmembrament del Califat Abbàssida, Mahmud de Ghazna va prendre el títol de sultà de l'Imperi Gaznàvida i va combatre als seus veïns, i en una expedició va arribar fins al nord a Multan, però no va aconseguir retenir la regència de l'esmentada regió, que va quedar en mans dels Sumra, ni establir el règim islàmic en altres parts de l'Índia. Tanmateix, la presència d'una colònia musulmana a Sind va permetre el desenvolupament del comerç i l'intercanvi cultural, així com la propagació de la religió islàmica per conversions en algunes parts de l'Índia.

## Els gaznèvides

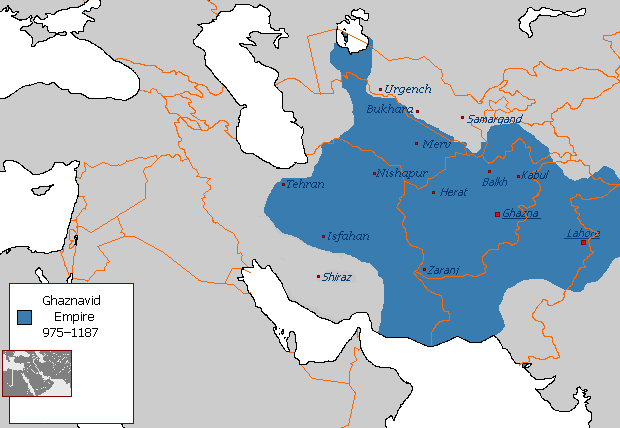
Els gaznèvides entre 975 i 1187

Mansur (I) ibn Nuh, amb l'ascens l'emirat samànida de Transoxiana i Khurasan, destituí Alptegin com governador del Khorasan, i com a resposta aquest va portar la seva guàrdia personal d'esclaus soldats turcs i un grup de ghazis iranians a Balkh, on va derrotar a l'abril del 962 un exèrcit enviat per Mansur, per després marxar cap a Ghazna, una petita ciutat de Zabulistan governada per la dinastia local Lawik, i derrotant les forces dels governants locals de Bamiyan i Kabul pel camí. Va prendre Ghazna a Abu Bakr Lawik al-Anuk, i va aconseguir la seva posició rebent una investidura dels samànides com a governador de Ghazna. Alp-Tegin va morir uns mesos després i el va succeir el seu fill Abu Ishak ben Alptegin. Bilgetigin, un esclau comprat per Alp-Tegin i que l'havia acompanyat a Ghazna, va ser nomenat governador de Ghazna pels turcs de la ciutat el 977, marcant l'inici de la dinastia Gaznèvida, que passaria a conquerir tot Transoxiana i Khorasan. Van seguir Piri i llavors Abu Mansur Sebuktegin. Els historiadors anomenen a tots els sobirans sultans, tot i que el títol oficial fou "amir" (emir) fins a Ibrahim ibn Masud, el primer que va agafar el títol de sultà.
Mahmud de Ghazna, el primer governant que va obtenir el títol de soldà gaznèvida amb capital a Ghur al centre de l'Afganistan, va conservar un vincle ideològic amb la sobirania del Califat Abbàssida. Va emprendre la conquesta de l'Índia el 1175. Després d'alguns èxits al Panjab, troba més resistència a Gujarat i als Rajputs, i després va dirigir les seves ambicions cap al nord, però va ser derrotat per Prithiviraja Chahumana III i els seus aliats durant la primera batalla de Tarain el 1191. El sultà va tornar un any després millor preparat, i va guanyar la segona batalla de Tarain ajudat per la desunió dels hindús. Aquest èxit li va obrir la vall del Ganges i va conquerir Delhi el 1193 des d’on va tornar cap a Ghur, confiant la continuació de la guerra a Qutb ud-Din Aibak, que va conquerir la vall del Ganges, saquejant Kanauj i Benares, on va arrasar els temples i va cometre importants massacres. Va ser ajudat per Muhammad Khilji que, enfonsant-se més a l'est, va destruir el 1199 les universitats monàstiques budistes de Nalanda i Vikramashila, matant molts monjos i obligant els supervivents a refugiar-se al Nepal. Continuant el seu avanç, va sotmetre Bengala el 1202, apoderant-se de la seva capital, Nadiya. Tot i els intents reiterats, Aibak no va aconseguir superar la resistència dels Rajputs i va acabar abandonant Gujarat. Aquestes campanyes foren desastroses per als hindús, ja que, a més de les pèrdues materials i humanes, provoquen la destrucció dels seus centres culturals: grans centres religiosos, biblioteques i universitats. Tot i que les conquestes d’Aibak no sempre van ser duradores: es van prendre diverses ciutats, es van perdre i es van reconquerir després de cada victòria, deixava un dels seus lloctinents i unes poques tropes al seu lloc per garantir el control, iniciant així la constitució d’un regne.

## Els gúrides

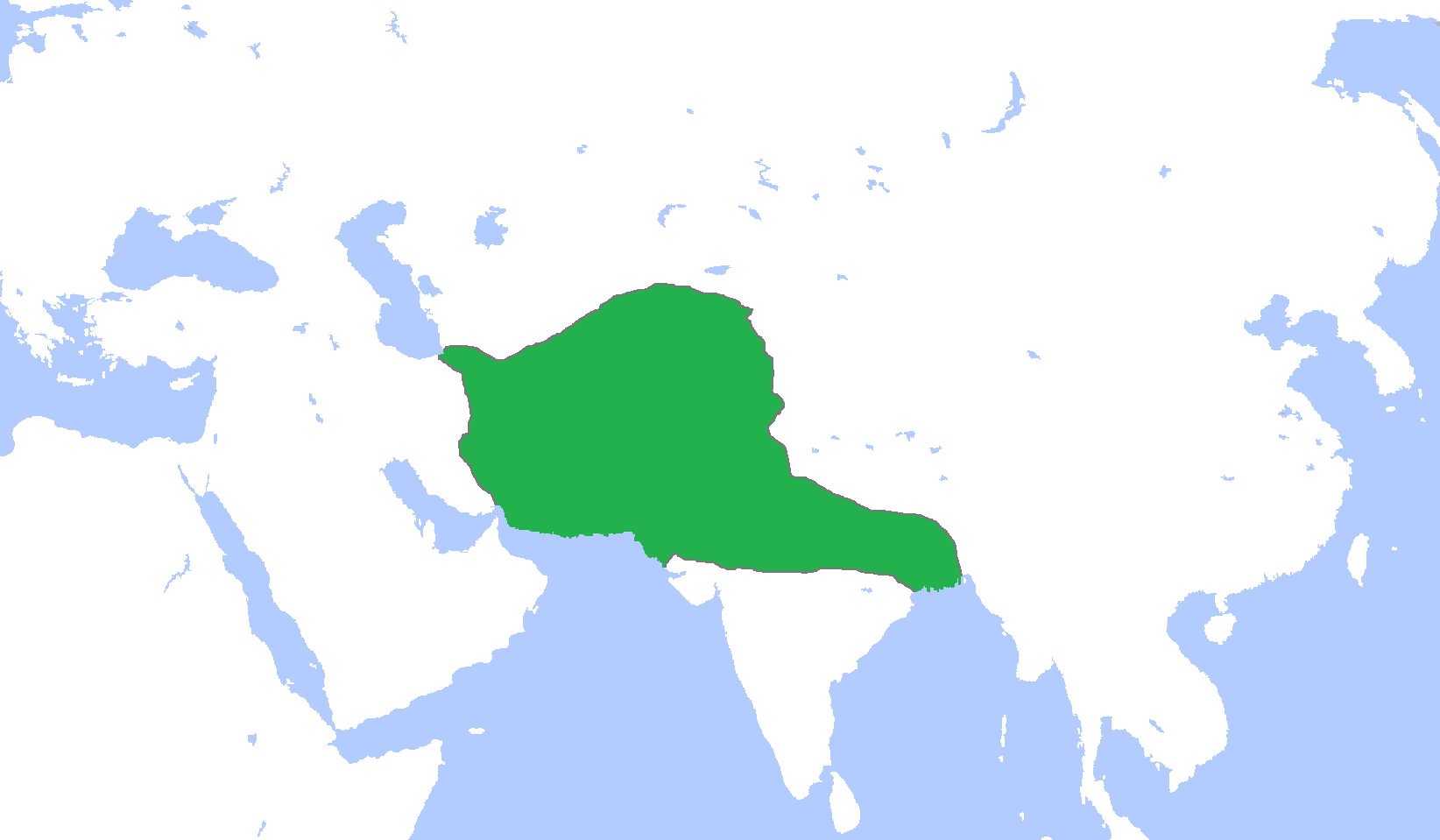
Els gúrides cap al 1200, amb la seva màxima extensió

Quan Sayf al-Din Suri va pujar al tron, va dividir el regne entre els seus germans; Fakhr al-Din Masud va rebre terres a prop del riu Hari; Baha al-Din Sam va rebre Ghur; Shihab al-Din Muhammad Kharnak va rebre a Madin; Shuja al-Din Ali va rebre Jarmas; Ala al-Din Husayn va rebre Wajiristan; i Qutb al-Din Muhammad va rebre Warshad Warsh, on va construir la ciutat de Firuzkuh.
Sayf es va barallar més tard amb Qutb, que es va refugiar a Ghazna, on va ser enverinat pel sultà gaznèvida Bahram Xah. Per venjar el seu germà, Sayf va marxar cap a Ghazna el 1148 i va obtenir una victòria a la batalla de Ghazni mentre Bahram fugia a Kurram. Reconstruit l'exèrcit, Bahram va tornar a Ghazna i Sayf va fugir, però l'exèrcit gaznèvida el va encalçar i es va iniciar una batalla a Sang-i Surakh. Sayf i Majd ad-Din Musawi van ser capturats i crucificats. A sayf el va succeir el seu germà Baha al-Din Sam, que va morir en 1149 per causes naturals abans de poder venjar els seus germans assassinats. Ala al-Din Husayn, el germà petit, va pujar al tron dels gurides i va agafar el comandament de l'exèrcit que havia organitzat el seu germà Baha al-Din Sam, derrotant els gúrides, entrant a Gazni, que va saquejar, destruint totes les tombes del sultans gaznèvides, les biblioteques, els edificis públics destruïts, i els que van estar implicats d'alguna manera en la mort dels seus germans van patir una mort horrible. després d'aquestos fets Gazni va quedar reduïda a una petita vila provincial. Després Ala al-Din Husayn va anar cap sud i va fer el mateix a Bust, on va cremar els palaus dels gaznèvides. Bahram es va refugiar a les seves possessions índies.
El 1152 Ala al-Din Husayn va deixar de pagar el tribut als seljúcides i va penetrar al Khorasan amb la intenció de conquerir-lo, però a la batalla de Nab fou derrotat completament per Àhmad Sanjar i fet presoner, restant tancat a Khurasan durant dos anys fins que va pagar rescat, entretant, Bahram Xah va recuperar Gazni per als gaznèvides i va tornar a dominar la regió de Ghur. A la seva tornada al Ghur, una vegada alliberat pagant un rescat en 1154, Ala al-Din Husayn va recuperar el poder eliminant al cap rival favorable als gaznèvides i entrant sense oposició a Firuzkuh, i va instal·lar vers 1155 com a sobirà de Bamian al seu germà Fakhr al-Din; aquesta branca va subsistir fins al 1215 quan fou eliminada pel xa de Coràsmia.
Ala al-Din va morir el 1161 i el va succeir el seu fill Sayf al-Din Muhàmmad mort en una batalla contra els seus vassalls els shithani (1163). El va succeir Xams al-Din Muhàmmad, fill de Baha al-Din Sam (que va agafar el lakab de Ghiyath al-Din) el qual va treballar plegat amb el seu germà Shihab al-Din Muhàmmad, el primer dirigint les conquestes cap a l'oest disputant el Khurasan als xas de Coràsmia (aleshores encara vassalls dels kara-khitay), i el segon dirigint la lluita cap a l'Índia.
L'emir safàrida de Sistan, Tadj al-Din Harb, va reconèixer la sobirania de Ghiyath al-Din, i el mateix van fer tot seguit els oghuz que dominaven Kirman (després de la caiguda de la branca seljúcida local). Vers el 1162 una banda d'oghuz es va apoderar de Gazni abandonada pel sultà gaznèvida, fins que el 1173/1174 Xams al-Din va conquerir Gazni on va instal·lar com a sultà al seu germà Xihab al-Din Muhàmmad amb el lakab de Muizz al-Din. El 1175 va conquerir Herat a un cap turc i la va dominar durant un temps indeterminat. En aquest moment Mahmud Sultan Xah, (expulsat de Coràsmia pel seu germà Ala al-Din Tekish), amb el suport dels kara-khitay, es va apoderar del nord del Khurasan i va disputar als gúrides Herat i Badghis. La lluita va durar algun temps fins de Ghiyath al-Din va derrotar a Sultan Xah prop de Merv (1190) i el va fer presoner annexionant la major part dels seus territoris a Khurasan.
El 1198 va esclatar la guerra entre els corasmis amb suport kara-khitay i els gúrides (instigats pel califa de Bagdad contra Coràsmia, que l'amenaçaven a Pèrsia occidental). Tekish va atacar Herat mentre els kara-khitay envaïen Guzgan, però els dos foren derrotats pels gúrides. Mort Tekix el 1200, Ghiyath al-Din va ocupar la part del Khurasan que dominava i va arribar a l'oest fins a Bistam a la regió de Kumis; un príncep gúrida, Diya al-Din Muhàmmad (fill de Xudja al-Din, germà ja difunt d'Ala al-Din Husayn) fou instal·lat com a governador o Màlik de Nixapur. Ghiyath al-Din va morir a Herat el 1203; el seu germà Muizz al-Din que havia retornat de l'Índia va esdevenir el successor.
Muizz al-Din va conservar Gazni i va cedir altres parts dels dominis als seus parents: Diya al-Din Muhàmmad fou instal·lat com a Màlik de Firuzkuh i Baha al-Din Sam I va conservar Bamian. Ala al-Din Muhàmmad de Coràsmia va iniciar una campanya per recuperar Khurasan per la seva dinastia. Muizz al-Din va rebutjar l'atac de Coràsmia contra Herat i en la retirada el va empaitar fins a la mateixa Coràsmia, però aturat per la inundació dels camps, fou atacat pels kara-khitay que el van derrotar a Andkhuy a la vora de l'Oxus. Muizz al-Din va haver d'evacuar el Khurasan excepte Herat (1205). El 1206, Muhammad Bakhtiyar Khalji va liderar la conquesta musulmana de Bengala, marcant l'expansió més oriental de l'islam en aquell moment, i que amb el temps formaria el Sultanat de Bengala i el Bengal Subah.

## Sultanat de Delhi

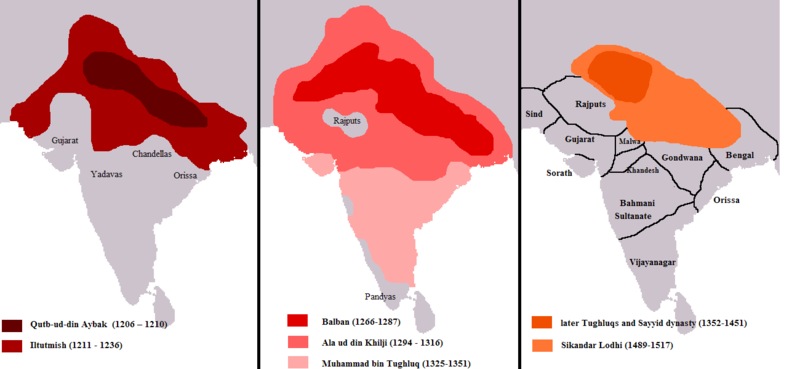
Evolució del Sultanat de Delhi

L'Imperi Gúrida aviat va evolucionar cap al sultanat de Delhi governat per Qutb-ad-Din Àybak, el fundador de la dinastia mameluc. Amb l'establiment del sultanat de Delhi, l'islam es va estendre per la majoria de parts del subcontinent indi, amb la ciutat de Delhi com a capital des que fou conquerida pels gúrides als chauhans el 1192. La primera dinastia musulmana sorgida d'esclaus dels sultans gúrides es va establir el 1206 i fou coneguda com a "primera dinastia esclava" o dels ghulams o mamelucs. Va governar del 1206 al 1290. Va seguir la segona dinastia esclava o dinastia Khaldji (o Khalji) del 1290 al 1320, i després la dinastia turca dels tughlúquides del 1320 al 1399. Després de l'expedició de Tamerlà (1399) i els anys d'anarquia que van seguir, amb una efímera dominació dels Lodi, es va iniciar la dinastia dels Sayyids de Delhi (1414-1452) que va abdicar en favor dels Lodi el 1452; la dinastia Lodi va regnar del 1452 al 1526. En aquest darrer any fou conquerida per Baber, que va establir l'Imperi Mogol. El 1540 Humayun, el fill de Baber, va ser expulsat i la dinastia afganesa dels Suri va prendre el poder (1540-1555) fins que Akbar, fill de Humayun, va restablir l'Imperi Mogol.